# Flens stad
Denna artikel handlar om den tidigare kommunen Flens stad. För orten se Flen, för dagens kommun, se Flens kommun.
Flens stad var en tidigare kommun i Södermanlands län. 

## Administrativ historik
Flens municipalsamhälle inrättade i 31 december 1901 i Flens landskommun. Landskommunen med dess municipalsamhälle ombildades 1949 till Flens stad. 1965 inkorporerades Sparreholms landskommun i Flens stad. 1971 gick staden upp i den då nybildade Flens kommun. 1 januari 2016 inrättades distriktet Flen, med samma omfattning som Flens församling hade 1999/2000, och vari område ingår.
I likhet med andra under 1900-talet inrättade stadskommuner fick staden inte egen jurisdiktion utan låg fortsatt under landsrätt i Oppunda och Villåttinge tingslag.

### Kyrklig tillhörighet
I kyrkligt hänseende tillhörde staden till Flens församling. Den 1 januari 1965 tillkom församlingarna Helgesta, Hyltinge och Årdala.

### Sockenkod
För registrerade fornfynd med mera så återfinns staden inom ett område definierat av sockenkod 0319 som motsvarar den omfattning Flens socken med staden hade kring 1950.

## Stadsvapnet
Blasonering: I grönt fält ett andreaskors av guld och däröver en ginstam av guld belagd med tre upprättstående gröna ekblad bredvid varandra. Vapnet, som symboliserar järnvägsknuten och sörmländska ekbackar, fastställdes för Flens stad 1948. Stadsvapnet registrerades oförändrat för den nya kommunen i PRV 1974.

## Geografi
Flens stad omfattade den 1 januari 1952 en areal av 50,13 km², varav 45,00 km² land. Efter nymätningar och arealberäkningar färdiga den 1 januari 1961 omfattade staden samma datum en areal av 48,72 km², varav 43,89 km² land.

### Tätorter i staden 1960
I Flens stad fanns tätorten Flen, som hade 5 262 invånare den 1 november 1960. Tätortsgraden i staden var då 92,4 procent.

## Politik

### Mandatfördelning i valen 1950–1966
| 14 |  | 5 | 5 |

| 22 |

| 14 |  | 5 | 5 |

| 21 | 4 |

| 15 |  | 4 | 5 |

| 21 | 4 |

|  | 18 | 2 | 5 | 4 |

| 26 |

|  | 19 | 5 | 6 | 4 |

| 32 |

| 2 | 17 | 6 | 6 | 4 |

| 29 | 6 |